# عمر بن محمد بن زيد العمري
عمر بن محمد بن زيد بن عبد الله بن عمر بن الخطاب، أبو حفص العمري،القرشي، العدوي من رواة الحديث وهو ثقة، وهو أخو واقد، وعاصم، وزيد، وأبي بكر، بني مُحَمَّد بْن زيد. أصله مدني، نزل عسقلان. كان من أفضل أهل زمانه، قدم إِلَى بَغْدَاد وكان أكثر مقامه بالشام، فانجفل الناس إليه، وقالوا: ابن عُمَر بْن الخطاب، ثم قدم الكوفة فأخذوا عنه، وكان له قدر وجلالة. توفي سنة خمس وأربعين ومائة.

## روايته للحديث النبوي
حدث عَن: أبيه مُحَمَّد، وجده زيد، وعَنْ سَالِمِ بْنِ عَبْدِ اللَّهِ بْنِ عُمَرَ، ونافع مولى ابْن عُمَر، وزيد بْن أسلم. 
روى عَنْهُ: مَالِك بْن أَنَس، وَسفيان الثَّوْرِيّ، وشعبة، ويزيد بْن زريع، وَعَبْد اللَّهِ بْن المبارك، وَإسماعيل بْن عَيَّاشٍ، وعبد الله ابن وهب، والوليد بْن مسلم، ومحمد بْن شعيب بْن شابور، والوليد بْن مزيد، وسفيان بْن عيينة، وعمر بْن عَبْد الواحد، وأبو بدر شجاع بْن الوليد، وأبو عاصم الشيباني.

## أقوال العلماء فيه
الجرح والتعديل
- قال أبو أحمد بن عدي الجرجاني: في جملة من يكتب حديثه.
- قال أبو القاسم بن بشكوال: يمسه بضعف.
- قال أبو بكر البزار: وثقه
- قال أبو حاتم الرازي: ثقة صدوق.
- قال أبو دواد السجستاني: ثقة.
- قال أحمد بن حنبل: شيخ ثقة، ليس به بأس، ومرة: ثقة
- قال أحمد بن شعيب النسائي: ليس به بأس..
- قال أحمد بن صالح الجيلي: ثقة
- قال ابن حجر العسقلاني: ثقة.
- قال شمس الدين الذهبي: ثقة.
- قال سفيان الثوري: روى عنه وأثنى عليه وقال لم يكن في آل ابن عمر أفضل منه.
- قال سفيان بن عيينة: صدوق بر.
- قال عبد الحي بن العماد الحنبلي: من السادة العباد.
- قال محمد بن سعد كاتب الواقدي: ثقة قليل الحديث.
- قال محمد بن عبد الله بن البرقي: وثقه.
- قال يحيى بن معين: ثقة، ومرة: صالح الحديث.
- قال يعقوب بن سفيان الفسوي: ثقة.